# Palais ʻIolani
Le palais ʻIolani (en anglais, ʻIolani Palace) est un monument public, ancienne résidence des derniers souverains hawaïens, situé à Honolulu, sur l'île d'Oahu, dans l'État d'Hawaï aux États-Unis. 

## Situation
Le palais s'élève au milieu d'un parc dans le centre historique d'Honolulu, à côté du Capitole de l'État.

## Histoire

### La maison Hale Alii
En 1844, Mataio Kekūanāoʻa, gouverneur d'Oahu, époux de la princesse Kinau, fait construire une grande maison de bois et de pierre comme cadeau à sa fille Victoria Kamāmalu.
L'année suivante, le roi Kamehameha III transfère la capitale du royaume de Lahaina à Honolulu et rachète la maison qu'il baptise Hale Alii (« Maison du Chef » en hawaïen). L'édifice est le palais royal et le siège du gouvernement sous les règnes de Kamehameha III, Kamehameha IV et Kamehameha V. Ce dernier lui donne le nom de ʻIolani en l'honneur de son frère et prédécesseur dont le nom de naissance était Alexander ʻIolani Kalanikualiholiho Maka (ʻIolani signifiant en hawaïen « Faucon des cieux » ou « Faucon royal »). En 1870, une caserne destinée à abriter les gardes royaux est construite au nord-est du palais et quatre ans plus tard un nouveau bâtiment est construit pour abriter le siège du gouvernement.

### Le palais ʻIolani

#### Palais royal
Le palais d'origine s'étant dégradé au fil des années, le roi Kalakaua décide de le faire raser et de construire un nouvel édifice. En parcourant le monde, il avait été fortement marqué par les palais des monarques européens et voulait s'en inspirer pour l'édification de sa propre résidence.
Conçu dans un style néo-Renaissance par les architectes Thomas J. Baker, Charles J. Wall et Isaac Moore, sa construction débute avec la pose de la première pierre le 31 décembre 1879 et s'achève trois ans plus tard. Le coût total est estimé à 340 000 dollars.
Après le renversement de la reine Liliʻuokalani en 1893 par le gouvernement provisoire contrôlé par les Américains et les Européens, le palais devient le siège des nouvelles autorités.
En 1895, à la suite de l'échec d'une insurrection visant à la rétablir sur le trône, la souveraine déchue est enfermée au second étage du palais durant neuf mois avant d'être libérée après avoir abdiqué.

#### Capitole
Rebaptisé « Executive Building », le palais est utilisé comme capitole successivement de la République, du territoire et enfin de l'État d'Hawaï. En 1930, l'intérieur du bâtiment est restauré, cependant que la charpente en bois est remplacée par une autre en fer et béton armé. En 1935, il retrouve officiellement son nom de palais ʻIolani. De 1941 à 1944, il sert de résidence au gouverneur militaire des îles pendant la Seconde Guerre mondiale.
Après la création de l'État d'Hawaï en 1959, le gouverneur John Burns lance les travaux de réaménagement du palais et de ses dépendances, classé comme site historique national en 1962, puis inscrit au Registre national des lieux historiques en 1966. L'ancienne caserne est démontée pierre par pierre et reconstruite au nord du palais. À son emplacement est construit l'actuel capitole qui est inauguré en 1969.
Le palais fait alors l'objet d'une minutieuse restauration destinée à lui redonner l'aspect qu'il présentait sous la monarchie. Devenu un musée, il est ouvert au public en 1978. Il s'agit de la seule ancienne résidence royale située sur le territoire des États-Unis.

## Architecture
Le palais forme un quadrilatère de 43 m sur 30 m et s'élève sur trois niveaux, dont un rez-de-chaussée surbaissé, pour une hauteur de 16 m. Les quatre angles sont marqués par des tours carrées et chaque façade présente deux niveaux parcourues de galeries à colonnes sur lesquelles s'ouvrent les portes et fenêtres.
Le premier étage est traversé par un hall et renferme la vaste salle du trône et une salle à manger. Le second étage comprend les appartements royaux.

## Culture
La façade extérieure est utilisée dans la série policière Hawaï police d'État[réf. souhaitée].